# Neil Primrose (muzyk)
Neil Primrose (ur. 20 lutego 1972 w Cumbernauld) – szkocki muzyk, perkusista szkockiej grupy rockowej Travis. Ma żonę Esther i córkę Lolę, która urodziła mu się w kwietniu 2000 roku.